# Amane Shankule
Amane Beriso Shankule (13 ottobre 1991) è una maratoneta etiope.

## Biografia
IL tempo di 2h14'58" con cui ha vinto la Maratona di Valencia il 4 dicembre 2022 è stato, al momento in cui l'ha stabilito, il terzo miglior tempo femminile di sempre sulla distanza della maratona (ed uno dei soli tre tempi sotto le 2h15'00"). Il 26 agosto 2023 vince la maratona ai campionati mondiali di atletica leggera di Budapest, con il tempo di 2h24'23".

## Palmarès
| Anno | Manifestazione  | Sede     | Evento   | Risultato | Prestazione | Note                                     |
| ---- | --------------- | -------- | -------- | --------- | ----------- | ---------------------------------------- |
| 2023 | Mondiali        | Budapest | Maratona | Oro       | 2h24'23"    | Miglior prestazione personale stagionale |
| 2024 | Giochi olimpici | Parigi   | Maratona | 5ª        | 2h23'57"    |                                          |

## Altre competizioni internazionali[1]
2011
- 8ª alla Utrecht Singelloop ( Utrecht), 10 Km - 33'20"

2014
- Oro alla Mezza maratona di Copenaghen ( Copenaghen) - 1h11'50"

2015
- Oro alla Mezza maratona Roma-Ostia ( Roma) - 1h08'43"
- Oro alla Mezza maratona di Varsavia ( Varsavia) - 1h10'54"
- 9ª al Birell Grand Prix ( Praga) - 33'20"

2016
- 12ª alla Maratona di Boston ( Boston) - 2h39'38"
- Argento alla Maratona di Dubai ( Dubai) - 2h20'48"

2017
- Argento alla Maratona di Praga ( Praga) - 2h22'15"

2018
- 6ª alla Maratona di Toronto ( Toronto) - 2h28'56"
- 4ª alla Mezza maratona Roma-Ostia ( Roma) - 1h12'08"

2020
- Oro alla Maratona di Mumbai ( Mumbai) - 2h24'51"

2022
- Oro alla Maratona di Città del Messico ( Città del Messico) - 2h25'05"
- Oro alla Maratona di Valencia ( Valencia) - 2h14'58"

2023
- Argento alla Maratona di Boston ( Boston) - 2h21'50"

2024
- Bronzo alla Maratona di Tokyo ( Tokyo) - 2h16'58"
- Bronzo alla Great Manchester Run 10Km ( Manchester) - 31'13"